# Maharbal
 (janvier 2020).
Si vous disposez d'ouvrages ou d'articles de référence ou si vous connaissez des sites web de qualité traitant du thème abordé ici, merci de compléter l'article en donnant les références utiles à sa vérifiabilité et en les liant à la section « Notes et références ».
Maharbal ou Mahir Baal est un chef berbère et général d'Hannibal Barca à Carthage au IIIe siècle avant Jésus-Christ. Il commande la cavalerie numide.

## Biographie
Maharbal fait la connaissance d'Hannibal lors de la conquête de l'Espagne, avant 220 av. J.-C..
Les cavaliers numides sont l'un des piliers de l'armée de Carthage pendant la première et la deuxième guerre punique et sont essentiels pour la stratégie d'Hannibal. Avec l'infanterie libyenne, ils forment le contingent le plus puissant de son armée.
Après la bataille du lac Trasimène et la bataille de Cannes, Maharbal insiste pour qu'Hannibal se dirige vers Rome pour détruire la ville, mais Hannibal ne suit pas son conseil.

### Citation
D'après Tite-Live, il aurait dit à Hannibal, qui refusait d'attaquer Rome à la suite de la bataille de Cannes : « Tu sais vaincre Hannibal, mais tu ne sais pas tirer profit de la victoire ».